# Saroscyklus
Saroscyklus er en ekliptika hyppighed, der tidligere blev anvendt til at beregne solformørkelser og måneformørkelser. Perioden, der var kendt allerede i Kaldæerne i Babylon, skyldes, at tre forskellige intervaller af Månens bane og dækker 18 år og 11 dage 8 timer. Efter en saroscyklus har Solen og Månen næsten samme indbyrdes placering.
Navnet skyldtes Edmond Halley og er fra 1691.

## Ekstern henvisning
- NASA – Periodicity of Solar Eclipses